# Christian Bagatin
Christian Bagatin, né le 14 juin 2002 à Cittiglio, est un coureur cycliste italien.

## Biographie
Christian Bagatin est né à Cittiglio, une commune située en Lombardie,. Il commence le cyclisme à l'âge de six ans lorsque son père l'inscrit à la Sociedad Ciclista Orinese. 
En catégorie juniors, il évolue au sein du club Canturino 1902, basé à Cantù. Durant cette période, il se classe notamment cinquième du Trofeo Buffoni en 2019. Il intègre ensuite l'équipe continentale Iseo Serrature-Rime-Carnovali en 2021. L'année suivante, il termine cinquième du championnat d'Italie du contre-la-montre espoirs. Il obtient par ailleurs diverses places d'honneur dans des courses nationales et régionales. 
Lors de la saison 2023, il se distingue en remportant le Grand Prix Industrie del Marmo. Il s'agit de son premier succès acquis sur une compétition inscrite au calendrier de l'UCI. 

## Palmarès et résultats

### Palmarès par année
- 2019
  - Il Lombardia Giovani
- 2022
  - 2e du Trophée Matteotti amateurs
  - 2e du Gran Premio Somma
  - 3e du Gran Premio Calvatone
- 2023
  - Grand Prix Industrie del Marmo
  - 2e de la Coppa Medicea
- 2024
  -  Champion d'Italie du contre-la-montre par équipes espoirs
  - Giro della Franciacorta
  - 2e du Gran Premio Industria del Cuoio e delle Pelli
  - 2e du Gran Premio Calvatone
  - 3e de Milan-Busseto
  - 3e du championnat d'Italie du contre-la-montre espoirs
  - 3e du Giro del Casentino
- 2025
  - 2e du Mémorial Daniele Tortoli

### Classements mondiaux
| Année           | 2022   |
| --------------- | ------ |
| UCI Europe Tour | 1 535e |